# Cornelis Berkhouwer

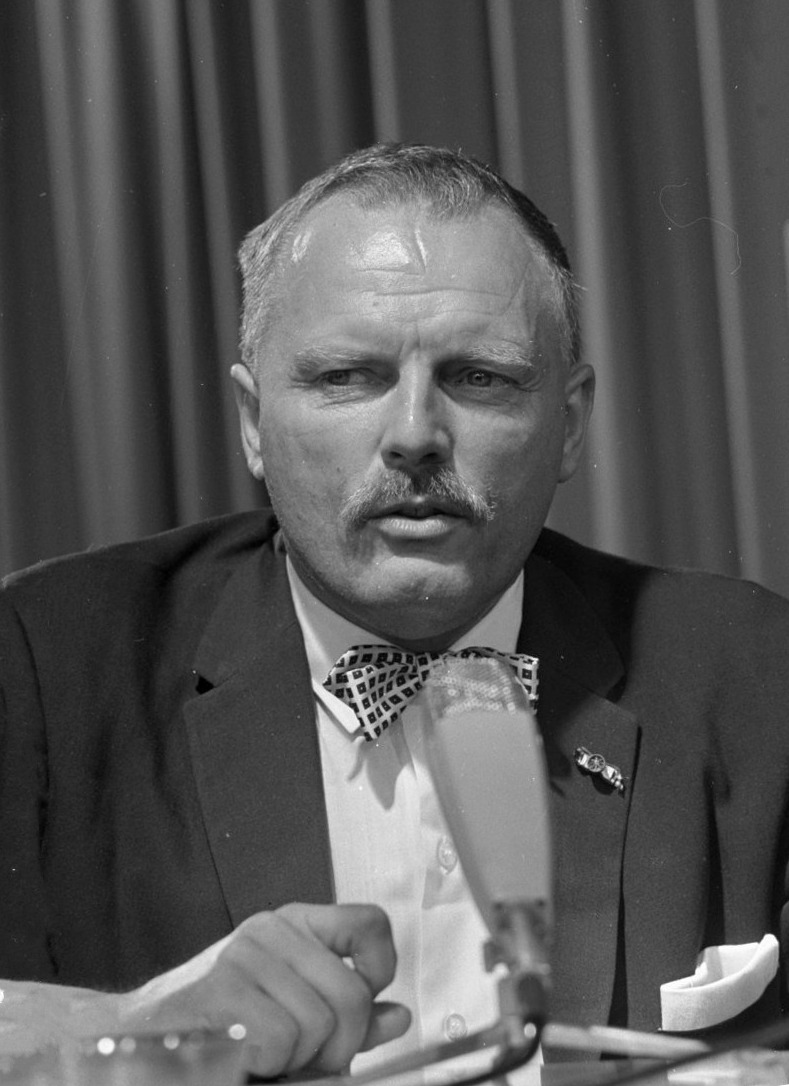
Cornelis Berkhouwer, 1968

Cornelis Berkhouwer (* 19. März 1919 in Alkmaar, Niederlande; † 5. Oktober 1992 ebenda) war ein niederländischer Politiker und von 1973 bis 1975 Präsident des Europäischen Parlaments.
Berkhouwer gehörte der rechtsliberalen Volkspartij voor Vrijheid en Democratie an und war zwischen 1956 und 1985 Mitglied des Europäischen Parlamentes und von 1973 bis 1975 dessen Präsident.